# Alpiner Skiweltcup 1969/70
Die Saison 1969/70 des von der FIS veranstalteten Alpinen Skiweltcups begann am 10. Dezember 1969 in Val-d’Isère und endete am 15. März 1970 in Voss (Frauen). Bei den Männern wurden 28 Rennen ausgetragen (6 Abfahrten, 11 Riesenslaloms, 11 Slaloms). Bei den Frauen waren es 26 Rennen (5 Abfahrten, 9 Riesenslaloms, 12 Slaloms). Hinzu kam je eine Kombinationswertung.

## Weltcupwertungen

### Gesamt
| Rang | Name                   | Punkte |
| ---- | ---------------------- | ------ |
| 01.  | Karl Schranz           | 148    |
| 02.  | Patrick Russel         | 145    |
| 03.  | Gustav Thöni           | 140    |
| 04.  | Jean-Noël Augert       | 120    |
| 05.  | Alain Penz             | 119    |
| 06.  | Dumeng Giovanoli       | 116    |
| 07.  | Werner Bleiner         | 083    |
| 08.  | Henri Duvillard        | 081    |
| 08.  | Heinrich Messner       | 081    |
| 10.  | Karl Cordin            | 065    |
| 11.  | Henri Bréchu           | 062    |
| 12.  | Bernard Orcel          | 052    |
| 13.  | Andrzej Bachleda-Curuś | 050    |
| 14.  | Malcolm Milne          | 048    |
| 15.  | Billy Kidd             | 045    |
| 15.  | Max Rieger             | 045    |
| 17.  | Edmund Bruggmann       | 040    |
| 18.  | Jakob Tischhauser      | 039    |
| 19.  | Bernhard Russi         | 037    |
| 19.  | Franz Vogler           | 037    |
| 21.  | Sepp Heckelmiller      | 029    |
| 22.  | Jean-Daniel Dätwyler   | 028    |
| 23.  | Harald Rofner          | 027    |

| Rang | Name                 | Punkte |
| ---- | -------------------- | ------ |
| 24.  | Rick Chaffee         | 25     |
| 25.  | Christian Neureuther | 24     |
| 26.  | Herbert Huber        | 22     |
| 27.  | Heini Hemmi          | 21     |
| 27.  | David Zwilling       | 21     |
| 29.  | Jean-Luc Pinel       | 20     |
| 30.  | Vladimir Sabich      | 19     |
| 30.  | Kurt Schnider        | 19     |
| 32.  | Georges Mauduit      | 18     |
| 33.  | Bob Cochran          | 15     |
| 34.  | Peter Frei           | 14     |
| 34.  | Walter Tresch        | 14     |
| 36.  | Peter Duncan         | 11     |
| 36.  | Hank Kashiwa         | 11     |
| 36.  | Eric Poulsen         | 11     |
| 39.  | Kurt Huggler         | 09     |
| 39.  | Josef Loidl          | 09     |
| 41.  | Mike Lafferty        | 08     |
| 41.  | Marcello Varallo     | 08     |
| 43.  | Rudd Pyles           | 07     |
| 43.  | Rudolf Sailer        | 07     |
| 45.  | Jean-Pierre Augert   | 06     |
| 45.  | Gerhard Nenning      | 06     |

| Rang | Name                      | Punkte |
| ---- | ------------------------- | ------ |
| 45.  | Olle Rolén                | 6      |
| 45.  | Andreas Sprecher          |        |
| 49.  | Håkan Bjørge              | 5      |
| 50.  | Stefano Anzi              | 4      |
| 50.  | Felice Denicolo           | 4      |
| 52.  | Håkon Mjøen               | 3      |
| 52.  | Keith Shepherd            | 3      |
| 52.  | Otto Tschudi              | 3      |
| 55.  | Pier Lorenzo Clataud      | 2      |
| 55.  | Francisco Fernández Ochoa | 2      |
| 55.  | Anders Hansson            | 2      |
| 55.  | Roger Little              | 2      |
| 55.  | Tyler Palmer              | 2      |
| 55.  | Paul Rachetto             | 2      |
| 55.  | Peter Rohr                | 2      |
| 55.  | Roger Rossat-Mignod       | 2      |
| 55.  | Eberhard Schmalzl         | 2      |
| 64.  | Bengt-Erik Grahn          | 1      |
| 64.  | Bernard Grosfilley        | 1      |
| 64.  | Erik Håker                | 1      |
| 64.  | Jon Terje Øverland        | 1      |
| 64.  | Adolf Rösti               | 1      |
| 64.  | Hans Zingre               | 1      |

| Rang | Name                | Punkte |
| ---- | ------------------- | ------ |
| 01.  | Michèle Jacot       | 180    |
| 02.  | Françoise Macchi    | 145    |
| 03.  | Florence Steurer    | 133    |
| 04.  | Ingrid Lafforgue    | 132    |
| 05.  | Barbara Ann Cochran | 120    |
| 06.  | Annemarie Pröll     | 110    |
| 07.  | Betsy Clifford      | 101    |
| 08.  | Isabelle Mir        | 100    |
| 09.  | Britt Lafforgue     | 087    |
| 10.  | Annie Famose        | 081    |
| 11.  | Rosi Mittermaier    | 074    |
| 12.  | Bernadette Rauter   | 067    |
| 13.  | Marilyn Cochran     | 062    |
| 14.  | Karen Budge         | 058    |
| 15.  | Wiltrud Drexel      | 051    |

| Rang | Name                      | Punkte |
| ---- | ------------------------- | ------ |
| 16.  | Gertrud Gabl              | 45     |
| 17.  | Dominique Mathieux        | 42     |
| 18.  | Kiki Cutter               | 40     |
| 19.  | Annerösli Zryd            | 31     |
| 20.  | Marie-France Jean-Georges | 22     |
| 21.  | Judy Crawford             | 15     |
| 22.  | Ingrid Gfölner            | 14     |
| 23.  | Karianne Christiansen     | 13     |
| 23.  | Rosie Fortna              | 13     |
| 25.  | Margret Hafen             | 10     |
| 25.  | Gina Hathorn              | 10     |
| 25.  | Julie Wolcott             | 10     |
| 28.  | Divina Galica             | 09     |
| 29.  | Olga Pall                 | 08     |

| Rang | Name                  | Punkte |
| ---- | --------------------- | ------ |
| 30.  | Patty Boydstun        | 6      |
| 30.  | Susan Corrock         | 6      |
| 32.  | Diane Culver          | 5      |
| 33.  | Giustina Demetz       | 4      |
| 33.  | Toril Førland         | 4      |
| 35.  | Christine Rolland     | 3      |
| 35.  | Edith Sprecher        | 3      |
| 35.  | Traudl Treichl        | 3      |
| 38.  | Felicity Field        | 1      |
| 38.  | Christine Hintermaier | 1      |
| 38.  | Christiane Ray        | 1      |
| 38.  | Jacqueline Rouvier    | 1      |
| 38.  | Karianne Ruud         | 1      |
| 38.  | Maria Roberta Schranz | 1      |
| 38.  | Julie Spettel         | 1      |

### Abfahrt
| Rang | Athlet               | Punkte |
| ---- | -------------------- | ------ |
| 1    | Karl Cordin          | 65     |
| 1    | Karl Schranz         | 65     |
| 3    | Henri Duvillard      | 55     |
| 4    | Malcolm Milne        | 48     |
| 5    | Bernard Orcel        | 37     |
| 5    | Bernhard Russi       | 37     |
| 5    | Franz Vogler         | 37     |
| 8    | Heinrich Messner     | 35     |
| 9    | Jean-Daniel Dätwyler | 28     |
| 10   | Jean-Luc Pinel       | 20     |

| Rang | Athletin         | Punkte |
| ---- | ---------------- | ------ |
| 1    | Isabelle Mir     | 75     |
| 2    | Annie Famose     | 48     |
| 3    | Florence Steurer | 46     |
| 4    | Michèle Jacot    | 45     |
| 5    | Françoise Macchi | 44     |
| 6    | Wiltrud Drexel   | 31     |
| 7    | Annerösli Zryd   | 27     |
| 8    | Annemarie Pröll  | 23     |
| 9    | Ingrid Gfölner   | 14     |
| 10   | Judy Crawford    | 11     |

### Riesenslalom
| Rang | Athlet                 | Punkte |
| ---- | ---------------------- | ------ |
| 1    | Gustav Thöni           | 75     |
| 2    | Dumeng Giovanoli       | 70     |
| 2    | Patrick Russel         | 70     |
| 4    | Werner Bleiner         | 65     |
| 4    | Karl Schranz           | 65     |
| 6    | Jean-Noël Augert       | 50     |
| 7    | Alain Penz             | 44     |
| 8    | Jakob Tischhauser      | 37     |
| 9    | Andrzej Bachleda-Curuś | 32     |
| 10   | Edmund Bruggmann       | 31     |

| Rang | Athletin            | Punkte |
| ---- | ------------------- | ------ |
| 1    | Michèle Jacot       | 70     |
| 1    | Françoise Macchi    | 70     |
| 3    | Annemarie Pröll     | 60     |
| 4    | Barbara Ann Cochran | 55     |
| 5    | Ingrid Lafforgue    | 53     |
| 6    | Betsy Clifford      | 41     |
| 7    | Florence Steurer    | 37     |
| 8    | Britt Lafforgue     | 32     |
| 9    | Karen Budge         | 28     |
| 10   | Rosi Mittermaier    | 25     |

### Slalom
| Rang | Athlet           | Punkte |
| ---- | ---------------- | ------ |
| 1    | Patrick Russel   | 75     |
| 1    | Alain Penz       | 75     |
| 3    | Jean-Noël Augert | 70     |
| 4    | Gustav Thöni     | 65     |
| 5    | Henri Bréchu     | 60     |
| 6    | Dumeng Giovanoli | 46     |
| 7    | Heinrich Messner | 31     |
| 8    | Billy Kidd       | 29     |
| 9    | Harald Rofner    | 25     |
| 10   | Rick Chaffee     | 23     |

| Rang | Athletin            | Punkte |
| ---- | ------------------- | ------ |
| 1    | Ingrid Lafforgue    | 75     |
| 2    | Barbara Ann Cochran | 65     |
| 2    | Michèle Jacot       | 65     |
| 4    | Betsy Clifford      | 55     |
| 4    | Britt Lafforgue     | 55     |
| 4    | Bernadette Rauter   | 55     |
| 7    | Florence Steurer    | 50     |
| 8    | Rosi Mittermaier    | 42     |
| 9    | Kiki Cutter         | 40     |
| 10   | Marilyn Cochran     | 34     |
| 10   | Dominique Mathieux  | 34     |

## Podestplatzierungen Herren

### Abfahrt
| Datum      | Ort                          | 1. Platz        | 2. Platz             | 3. Platz         |
| ---------- | ---------------------------- | --------------- | -------------------- | ---------------- |
| 14.12.1969 | Val-d’Isère (FRA)            | Malcolm Milne   | Jean-Daniel Dätwyler | Karl Schranz     |
| 10.01.1970 | Wengen (SUI)                 | Henri Duvillard | Karl Cordin          | Heinrich Messner |
| 23.01.1970 | Megève (FRA)                 | Karl Schranz    | Heinrich Messner     | Henri Duvillard  |
| 01.02.1970 | Garmisch-Partenkirchen (FRG) | Karl Schranz    | Karl Cordin          | Franz Vogler     |
| 15.02.1970 | Gröden (ITA)                 | Bernhard Russi  | Karl Cordin          | Malcolm Milne    |
| 21.02.1970 | Jackson Hole (USA)           | Karl Cordin     | Bernard Orcel        | Henri Duvillard  |

### Riesenslalom
| Datum      | Ort                        | 1. Platz         | 2. Platz               | 3. Platz          |
| ---------- | -------------------------- | ---------------- | ---------------------- | ----------------- |
| 11.12.1969 | Val-d’Isère (FRA)          | Gustav Thöni     | Patrick Russel         | Jean-Noël Augert  |
| 20.12.1969 | Lienz (AUT)                | Patrick Russel   | Gustav Thöni           | Jakob Tischhauser |
| 05.01.1970 | Adelboden (SUI)            | Karl Schranz     | Sepp Heckelmiller      | Dumeng Giovanoli  |
| 17.01.1970 | Kitzbühel (AUT)            | Dumeng Giovanoli | Andrzej Bachleda-Curuś | Karl Schranz      |
| 20.01.1970 | Kranjska Gora (YUG)        | Dumeng Giovanoli | Patrick Russel         | Georges Mauduit   |
| 29.01.1970 | Madonna di Campiglio (ITA) | Gustav Thöni     | Dumeng Giovanoli       | Jean-Noël Augert  |
| 30.01.1970 | Madonna di Campiglio (ITA) | Gustav Thöni     | Edmund Bruggmann       | Jean-Noël Augert  |
| 10.02.1970 | Gröden (ITA)               | Karl Schranz     | Werner Bleiner         | Dumeng Giovanoli  |
| 27.02.1970 | Whistler (CAN)             | Alain Penz       | Werner Bleiner         | Patrick Russel    |
| 08.03.1970 | Heavenly Valley (USA)      | Patrick Russel   | Werner Bleiner         | Karl Schranz      |
| 13.03.1970 | Voss (NOR)                 | Werner Bleiner   | Jean-Noël Augert       | Karl Schranz      |

### Slalom
| Datum      | Ort                        | 1. Platz         | 2. Platz         | 3. Platz         |
| ---------- | -------------------------- | ---------------- | ---------------- | ---------------- |
| 21.12.1969 | Lienz (AUT)                | Jean-Noël Augert | Herbert Huber    | Vladimir Sabich  |
| 04.01.1970 | Bad Hindelang (FRG)        | Gustav Thöni     | Patrick Russel   | Jean-Noël Augert |
| 11.01.1970 | Wengen (SUI)               | Patrick Russel   | Dumeng Giovanoli | Henri Bréchu     |
| 18.01.1970 | Kitzbühel (AUT)            | Patrick Russel   | Gustav Thöni     | Jean-Noël Augert |
| 25.01.1970 | Megève (FRA)               | Patrick Russel   | Alain Penz       | Henri Bréchu     |
| 31.01.1970 | Madonna di Campiglio (ITA) | Henri Bréchu     | Gustav Thöni     | Dumeng Giovanoli |
| 08.02.1970 | Gröden (ITA)               | Jean-Noël Augert | Patrick Russel   | Billy Kidd       |
| 22.02.1970 | Jackson Hole (USA)         | Alain Penz       | Henri Bréchu     | Gustav Thöni     |
| 28.02.1970 | Whistler (CAN)             | Alain Penz       | Gustav Thöni     | Patrick Russel   |
| 06.03.1970 | Heavenly Valley (USA)      | Alain Penz       | Rick Chaffee     | Heinrich Messner |
| 15.03.1970 | Voss (NOR)                 | Patrick Russel   | Jean-Noël Augert | Henri Bréchu     |

### Kombination
| Datum      | Ort          | 1. Platz   | 2. Platz       | 3. Platz               |
| ---------- | ------------ | ---------- | -------------- | ---------------------- |
| 15.02.1970 | Gröden (ITA) | Billy Kidd | Patrick Russel | Andrzej Bachleda-Curuś |

## Podestplatzierungen Damen

### Abfahrt
| Datum      | Ort                          | 1. Platz         | 2. Platz         | 3. Platz         |
| ---------- | ---------------------------- | ---------------- | ---------------- | ---------------- |
| 09.01.1970 | Grindelwald (SUI)            | Isabelle Mir     | Annie Famose     | Florence Steurer |
| 15.01.1970 | Bad Gastein (AUT)            | Isabelle Mir     | Florence Steurer | Michèle Jacot    |
| 30.01.1970 | Garmisch-Partenkirchen (FRG) | Françoise Macchi | Wiltrud Drexel   | Michèle Jacot    |
| 11.02.1970 | Gröden (ITA)                 | Annerösli Zryd   | Isabelle Mir     | Annemarie Pröll  |
| 21.02.1970 | Jackson Hole (USA)           | Isabelle Mir     | Annie Famose     | Michèle Jacot    |

### Riesenslalom
| Datum      | Ort                           | 1. Platz         | 2. Platz                  | 3. Platz            |
| ---------- | ----------------------------- | ---------------- | ------------------------- | ------------------- |
| 10.12.1969 | Val-d’Isère (FRA)             | Françoise Macchi | Barbara Ann Cochran       | Michèle Jacot       |
| 19.12.1969 | Lienz (AUT)                   | Judy Nagel       | Michèle Jacot             | Barbara Ann Cochran |
| 04.01.1970 | Oberstaufen (FRG)             | Michèle Jacot    | Françoise Macchi          | Barbara Ann Cochran |
| 17.01.1970 | Maribor (YUG)                 | Annemarie Pröll  | Florence Steurer          | Barbara Ann Cochran |
| 24.01.1970 | Saint-Gervais-les-Bains (FRA) | Françoise Macchi | Annemarie Pröll           | Judy Nagel          |
| 01.02.1970 | Abetone (ITA)                 | Britt Lafforgue  | Marie-France Jean-Georges | Judy Nagel          |
| 14.02.1970 | Gröden (ITA)                  | Betsy Clifford   | Ingrid Lafforgue          | Françoise Macchi    |
| 27.02.1970 | Whistler (CAN)                | Michèle Jacot    | Barbara Ann Cochran       | Judy Nagel          |
| 12.03.1970 | Voss (NOR)                    | Ingrid Lafforgue | Wiltrud Drexel            | Annemarie Pröll     |

### Slalom
| Datum      | Ort                           | 1. Platz            | 2. Platz            | 3. Platz           |
| ---------- | ----------------------------- | ------------------- | ------------------- | ------------------ |
| 12.12.1969 | Val-d’Isère (FRA)             | Michèle Jacot       | Barbara Ann Cochran | Florence Steurer   |
| 20.12.1969 | Lienz (AUT)                   | Judy Nagel          | Ingrid Lafforgue    | Bernadette Rauter  |
| 03.01.1970 | Oberstaufen (FRG)             | Bernadette Rauter   | Isabelle Mir        | Françoise Macchi   |
| 06.01.1970 | Grindelwald (SUI)             | Michèle Jacot       | Betsy Clifford      | Marilyn Cochran    |
| 13.01.1970 | Bad Gastein (AUT)             | Ingrid Lafforgue    | Betsy Clifford      | Dominique Mathieux |
| 18.01.1970 | Maribor (YUG)                 | Barbara Ann Cochran | Britt Lafforgue     | Bernadette Rauter  |
| 22.01.1970 | Saint-Gervais-les-Bains (FRA) | Kiki Cutter         | Ingrid Lafforgue    | Florence Steurer   |
| 02.02.1970 | Abetone (ITA)                 | Ingrid Lafforgue    | Judy Nagel          | Dominique Mathieux |
| 13.02.1970 | Gröden (ITA)                  | Ingrid Lafforgue    | Barbara Ann Cochran | Michèle Jacot      |
| 22.02.1970 | Jackson Hole (USA)            | Ingrid Lafforgue    | Barbara Ann Cochran | Betsy Clifford     |
| 01.03.1970 | Whistler (CAN)                | Ingrid Lafforgue    | Britt Lafforgue     | Betsy Clifford     |
| 14.03.1970 | Voss (NOR)                    | Rosi Mittermaier    | Florence Steurer    | Britt Lafforgue    |

### Kombination
| Datum      | Ort          | 1. Platz      | 2. Platz         | 3. Platz        |
| ---------- | ------------ | ------------- | ---------------- | --------------- |
| 14.02.1970 | Gröden (ITA) | Michèle Jacot | Florence Steurer | Marilyn Cochran |

## Nationencup
| Rang | Land                   | Punkte |
| ---- | ---------------------- | ------ |
| 1    | Frankreich             | 1552   |
| 2    | Österreich             | 766    |
| 3    | Vereinigte Staaten     | 462    |
| 4    | Schweiz                | 380    |
| 5    | BR Deutschland         | 221    |
| 6    | Italien                | 165    |
| 7    | Kanada                 | 135    |
| 8    | Polen                  | 50     |
| 9    | Australien             | 48     |
| 10   | Norwegen               | 31     |
| 11   | Vereinigtes Königreich | 20     |
| 12   | Schweden               | 9      |
| 13   | Spanien                | 2      |

| Rang | Land               | Punkte |
| ---- | ------------------ | ------ |
| 1    | Frankreich         | 629    |
| 2    | Österreich         | 469    |
| 3    | Schweiz            | 347    |
| 4    | Italien            | 160    |
| 5    | Vereinigte Staaten | 147    |
| 6    | BR Deutschland     | 135    |
| 7    | Polen              | 50     |
| 8    | Australien         | 48     |
| 9    | Kanada             | 14     |
| 10   | Norwegen           | 13     |
| 11   | Schweden           | 9      |
| 12   | Spanien            | 2      |

| Rang | Land                   | Punkte |
| ---- | ---------------------- | ------ |
| 1    | Frankreich             | 926    |
| 2    | Vereinigte Staaten     | 315    |
| 3    | Österreich             | 297    |
| 4    | Kanada                 | 121    |
| 5    | BR Deutschland         | 86     |
| 6    | Schweiz                | 33     |
| 7    | Vereinigtes Königreich | 20     |
| 8    | Norwegen               | 18     |
| 9    | Italien                | 5      |

## Statistik der Podestplätze
Angegeben werden die Anzahl Podestplätze je Land und Disziplin sowie die Gesamtanzahl.

### Damen
| Land | Land | 1. | 2. | 3. | Total |
| ---- | ---- | -- | -- | -- | ----- |
| 1    | FRA  | 18 | 16 | 13 | 47    |
| 2    | USA  | 04 | 06 | 07 | 18    |
| 3    | AUT  | 02 | 03 | 04 | 09    |
| 4    | CAN  | 01 | 02 | 02 | 05    |
| 5    | FRG  | 01 | 0– | 0– | 01    |
| 5    | CHE  | 01 | 0– | 0– | 01    |

| Land | Land | 1. | 2. | 3. |
| ---- | ---- | -- | -- | -- |
| 1    | AUT  | 6  | 4  | –  |
| 2    | FRA  | 1  | 2  | 5  |
| 3    | SUI  | –  | 2  | 1  |

| Land | Land | 1. | 2. | 3. |
| ---- | ---- | -- | -- | -- |
| 1    | FRA  | 6  | 5  | 2  |
| 2    | USA  | 1  | 2  | 6  |
| 3    | AUT  | 1  | 2  | 1  |
| 4    | CAN  | 1  | –  | –  |

| Land | Land | 1. | 2. | 3. |
| ---- | ---- | -- | -- | -- |
| 1    | FRA  | 7  | 6  | 7  |
| 2    | USA  | 3  | 4  | 1  |
| 3    | AUT  | 1  | –  | 2  |
| 4    | FRG  | 1  | –  | –  |
| 5    | CAN  | –  | 2  | 2  |

| Land | Land | 1. | 2. | 3. |
| ---- | ---- | -- | -- | -- |
| 1    | FRA  | 1  | 1  | –  |
| 2    | USA  | –  | –  | 1  |

### Herren
| Land | Land | 1. | 2. | 3. | Total |
| ---- | ---- | -- | -- | -- | ----- |
| 1    | FRA  | 14 | 10 | 13 | 37    |
| 2    | AUT  | 06 | 08 | 06 | 20    |
| 3    | ITA  | 04 | 04 | 01 | 09    |
| 4    | SUI  | 03 | 04 | 04 | 11    |
| 5    | USA  | 01 | 01 | 02 | 05    |
| 6    | AUS  | 01 | 0– | 01 | 02    |
| 7    | FRG  | –  | 1  | 1  | 02    |
| 7    | POL  | –  | 1  | 1  | 02    |

| Land | Land | 1. | 2. | 3. |
| ---- | ---- | -- | -- | -- |
| 1    | AUT  | 3  | 4  | 2  |
| 2    | FRA  | 1  | 1  | 2  |
| 3    | SUI  | 1  | 1  | –  |
| 4    | AUS  | 1  | –  | 1  |
| 5    | FRG  | –  | –  | 1  |

| Land | Land | 1. | 2. | 3. |
| ---- | ---- | -- | -- | -- |
| 1    | FRA  | 3  | 3  | 5  |
| 2    | AUT  | 3  | 3  | 3  |
| 3    | ITA  | 3  | 1  | –  |
| 4    | SUI  | 2  | 2  | 3  |
| 5    | FRG  | –  | 1  | –  |
| 5    | POL  | –  | 1  | –  |

| Land | Land | 1. | 2. | 3. |
| ---- | ---- | -- | -- | -- |
| 1    | FRA  | 10 | 5  | 6  |
| 2    | ITA  | 01 | 3  | 1  |
| 3    | USA  | 0– | 1  | 2  |
| 4    | AUT  | 0– | 1  | 1  |
| 4    | SUI  | 0– | 1  | 1  |

| Land | Land | 1. | 2. | 3. |
| ---- | ---- | -- | -- | -- |
| 1    | USA  | 1  | –  | –  |
| 2    | FRA  | –  | 1  | –  |
| 3    | POL  | –  | –  | 1  |

## Saisonverlauf

### Modus
Es gab auch eine zweite Kategorie des Weltcups, die eher den Nachwuchsläufern zugutekam und praktisch mit halben Punkten bonifiziert wurde (allerdings mit Aufrundungen; daher bei einem Sieg 13 Punkte).
Der Großteil der beiden Durchgänge der Riesenslaloms der Herren wurde zwar an einem Tag gefahren, es gab aber auch Ausnahmen. Am 19./20. Dezember in Lienz (dieser wurde außerdem als „Internationale Tiroler Skimeisterschaften“ veranstaltet) und am 17./18. Januar in Kitzbühel, wo überhaupt (wegen der geringen Schneelage) ein solcher – statt der Abfahrt – am Freitag und Samstag veranstaltet wurde. Demgegenüber wurde jener in Adelboden an einem Tag (5. Januar 1970) absolviert.

### FIS-Weltranglisten
Um den 8. Juli veröffentlichte die FIS die neuen Weltranglisten (die bereits dritten im laufenden Jahr), in denen der französische und der österreichische Verband mit je 3 Personen die Spitzenpositionen innehatten. Gegenüber den Vorjahren machte sich die zunehmende Spezialisierung bemerkbar, denn weder bei den Damen noch Herren war eine Fahrerin/ein Fahrer in zwei Disziplinen an der Spitze (wie es zuvor bei Jean-Claude Killy und Nancy Greene der Fall gewesen ist).
Unter anderem schienen die kommenden Weltmeister Bernhard Russi und Betsy Clifford in den diesbezüglichen Disziplinen nicht in den „Top 30“ bzw. „Top 15“ auf, aber auch Malcolm Milne war nicht in den „Top 30“ zu finden.
Herren:

Abfahrt:

Henri Duvillard vor Karl Schranz, Heinrich Messner, Jean-Daniel Dätwyler, Bernard Orcel, Josef Minsch, Karl Cordin; weiters 9. Franz Vogler, 19. Claudio de Tassis (ITA), 28. Vladimir Sabich, 30. Gerald Mussner (ITA).
Riesenslalom:

Jean-Noël Augert vor Karl Schranz, Reinhard Tritscher, Jakob Tischhauser, Dumeng Giovanoli, Heinrich Messner; weiters 8. Patrick Russel, 10. Vladimir Sabich, 11. Henri Duvillard, 16. Claudio de Tassis, 19. Sepp Heckelmiller, 30. David Zwilling.
Slalom:

Alfred Matt vor Alain Penz, Patrick Russel, Edmund Bruggmann, Billy Kidd, Jean-Noël Augert; weiters 9. Vladimir Sabich, 15. Andrzej Bachleda-Curuś, 16. Håkon Mjøen, 22. Claudio de Tassis, 23. Olle Rolén (SWE), 30. Guy Périllat. – Kein Läufer des DSV in den „Top 30 “.
Damen:

Abfahrt:

Wiltrud Drexel vor Olga Pall, Isabelle Mir, Annerösli Zryd, Annie Famose, Michèle Jacot; weiters: 7. Annemarie Pröll, 11. Marilyn Cochran, 14. Giustina Demetz, 18.
Rosi Mittermaier.
Riesenslalom:

Michèle Jacot vor Florence Steurer, Gertrud Gabl, Marilyn Cochran, Bernadette Rauter, Fernande Bochatay (zu diesem Zeitpunkt bereits verehelichte Schmid-Bochatay und zurückgetreten); weiters 15. Rosi Mittermaier, 21. Edith Sprecher (nunmehr Sprecher-Hiltbrand) (SUI).
Slalom:

Gertrud Gabl vor Kiki Cutter, Rosi Mittermaier, Ingrid Lafforgue, Judy Nagel, Bernadette Rauter; weiters 15. Annemarie Pröll.

### Premierensiege
- Mit dem Südtiroler Gustav Thöni stieg ein noch nicht 19-jähriger Rennläufer des Italienischen Skiverbandes in das Weltcup-Geschehen ein. Er gewann gleich bei seinem Debüt im Riesenslalom am 11. Dezember 1969 in Val-d’Isère und in weiterer Folge die entsprechende Disziplinenwertung. Bis zu den letzten Rennen konnte er um den Sieg im Gesamtweltcup mitkämpfen.
- Eine Überraschung der Saison war auch der australische Abfahrer Malcolm Milne, der mit Startnummer 22 am 14. Dezember 1969 in Val d’Isère[5] (und auch bei den Weltmeisterschaften in Gröden Bronze) gewann.
- Annemarie Pröll hatte durch gute Platzierungen ihren ersten Sieg schon „angekündigt“, der ihr am 17. Januar 1970 in Maribor gelang.

### Ereignisse
- Der Schweizer Skiverband gab um den 8. Juli 1969 seine Kaderlisten und auch die Trainerposten bekannt. Hier waren Urs Weber der „Disziplinenchef“, Hans Jäger (Parpan) der „Herrencoach“ und Georg Grünenfelder (Wangs) der „Herren-Cheftrainer“. Als „Damen-Trainer“ wurde Jean-Pierre Besson (Les Loges), als „Zusatztrainer Damen“ wurde Erwin Zenklusen (Grächen) genannt. (Der bisherige Damentrainer Albert Schlunegger hatte seinen Rücktritt erklärt.)[6]
- Französische Slalomstärke: Von den 11 Herrenrennen gingen 10 an die „Grande Nation“, die Damen waren mit sieben Siegen auch recht erfolgreich.
- Dass es bereits mehrere Rennen im Dezember gab, stellte offensichtlich den ÖSV vor Probleme, wobei deren Cheftrainer Hermann Gamon (in Vertretung für den erkrankten Rennsportleiter Franz Hoppichler) erklärte, dass es ein Fehler war, im Gegensatz zum französischen und dem US-Team nicht zu einem Sommertraining nach Australien gefahren zu sein. Bislang habe man solche Rennen wie Val-d’Isère oder Lienz als Vorbereitung gesehen, nun hätten sie denselben Wert wie die Klassiker. Allerdings hatten auch der SSV und DSV diese ersten Rennen als Training betrachtet.[7]
- Zu den Weltcuprennen in Lienz (19. bis 22. Dezember) traf das US-Team mit Verspätung ein, welches in die oberösterreichische Landeshauptstadt Linz angereist war. Ein Druckfehler im «FIS-Bulletin» dürfte daran schuld gewesen sein, denn dort stand «Linz».[8]
- Recht ausfallsreich verlief der Damenslalom am 3. Januar 1970 in Oberstaufen, wo von 92 Gestarteten nur 18 ins Klassement kamen.[9]
- Die Lauberhornabfahrt wurde wegen des eingetretenen Föhnwetters verkürzt, statt 4260 m Länge wies sie (Start am Hundschopf) lediglich 2840 m auf (Höhendifferenz 730 m). Bernhard Russi kam mit Start-Nr. 73 erstmals in die Weltcupränge: Rang 10 (2,80 s Rückstand). Der Trainingsschnellste Malcolm Milne hatte mit Start-Nr. 26 keine Chance, mit 3,51 s Rückstand landete er auf Rang 16.[10][11][12]
- Turbulenzen gab es bei den Lauberhornrennen um die italienischen Fahrer. Grund war eine vorgelegte Vereinbarung, die aus der Auslegung des neuen Qualifikationsartikels der FIS durch die F.I.S.I. entstanden war und nach welcher die Fahrer entsprechend ihren FIS-Punkten entschädigt werden sollten. Doch einige Läufer intrigierten unter der Führung von Giovanni Dibona dagegen, worauf Cheftrainer Jean Vuarnet Dibona, Renzo Zandegiacomo und Eberhard Schmalzl suspendierte, auch den französischen Trainer Bernard Favre heimschickte. Doch die Betroffenen blieben in Wengen, nahmen am Slalom teil.[13]
- Beim Lauberhornslalom am 11. Januar kam keiner des ÖSV-Teams in die Punkteränge; Herbert Huber als Bester war auf Rang 11 klassiert; dabei hatte es nach dem 1. Durchgang nach einer für die Österreicher erfreulichen Überraschung ausgesehen, denn der international noch wenig bekannte David Zwilling war mit Start-Nr. 29 in Führung gelegen (in 53,64 s mit 0,09 s Vorsprung auf Sabich; Russel nahm mit 0,26 s Rückstand Rang 7 ein).[14][15]
- Die Hahnenkammrennen in Kitzbühel fanden ohne Abfahrt statt, an deren Stelle wurde ein (auch an zwei Tagen – 16./17. Januar - gefahrener) Riesenslalom ausgetragen. Dies führte allerdings dazu, dass die Kombinationswertung aus Riesenslalom und Slalom bestand. Die Organisatoren hatten sich am 15. Januar unter dem Druck der Mannschaftsführer zu diesem Schritt entschließen müssen. Es war unter einem Aufwand sondergleichen alles versucht worden. Die vorangegangenen Tage waren mit Hangen und Bangen, einmal stiegen die Temperaturen, dann sanken sie wieder, absolviert worden. Die Trainings vom Dienstag und Mittwoch waren entfallen. Letztlich waren die Sicherheitsrisiken zu hoch gewesen, so dass die Jury um 10:30 h die Abfahrt strich. Der Schnee war teilweise zu glasig geworden, gestattete keine Führung – der Streckenteil von der Hausbergkante bis zum Zielschuss war nahezu schneefrei gewesen.[16][17]
- Mit der Goldmedaille in der Weltmeisterschaftsabfahrt durch Annerösli Zryd gelang den Schweizer Damen der erste Sieg in einer Weltcup-Abfahrt.
- Die Kandahar-Abfahrt der Herren in Garmisch-Partenkirchen wurde vom 31. Januar auf 1. Februar verschoben, wodurch der (allerdings nur für die Kandahar-Wertung relevante) Slalom entfiel, und es gab die kuriose Situation, dass Abfahrtssieger Karl Schranz dadurch auch der Sieger der Kandahar-Kombination war.[18][19] Auch hier gab es von der Terminplanung eine Überschneidung, denn am 31. Januar wurde auch der Herrenslalom in Madonna di Campiglio ausgetragen.
- Hinsichtlich der Übersee-Rennen beschloss der ÖSV, nur seine Herrenmannschaft zu entsenden, während den Damen „eine schöpferische Pause“ verschrieben wurde.[20] Der Programmablauf bei den abschließenden Rennen in Voss wurde leicht abgeändert, indem am 12. März statt des Herren-Riesenslaloms jener der Damen gefahren wurde,[21] außerdem gab es beim abschließenden (aber wegen der Weltcup-Entscheidungen nicht mehr maßgeblichen) Herrenslalom am 14. März einen Fehler in der Zeitnehmung, so dass vorerst Andrzej Bachleda-Curuś als Sieger proklamiert wurde.[22]
- Höhepunkt der Saison waren die Weltmeisterschaften 1970 in Gröden. Die dort ausgetragenen Rennen zählten ebenfalls für die Weltcupwertung, weshalb Schranz zwei Weltcupsiege im Riesenslalom verbuchen konnte, was aber aus den im Internet abfragbaren FIS-Statistiken nicht ersichtlich ist, da dort dieser Sieg nur unter „Weltmeisterschaften“ ausgewiesen wird und nicht auch unter „Weltcup“. Allerdings zählte die Kombination bei diesen Weltmeisterschaften nicht zum Weltcup, weil es erst ab 1974/75 hierfür eine Weltcup-Wertung gibt.
- Abfahrtsweltmeister Bernhard Russi nahm an der USA-Tour nicht teil; „dies sei schon so geplant gewesen, er hätte bei den «Tre-Tre»-Rennen teilnehmen wollen, aber er habe sich seinen bereits lädiert gewesenen Arm verstaucht.“ So ergab es sich, dass er auf einer Sportartikelfachausstellung seiner französischen Skifirma im Messepalast in Wien zugegen war.[23]
- Beim Herrenslalom in Voss (15. März) war vorerst der Pole Andrzej Bachleda-Curuś, der im ersten Lauf eine unglaubliche Bestzeit erzielt hatte, als Sieger ausgerufen worden, ehe eine Zeitkorrektur ihn einige Stunden später auf Rang 7 setzte (und Russel gewann).[24]

### Todesfälle
- Am 3. Juni 1969 kam der französische Läufer Jean-Pierre Rossat-Mignod bei einer Autofahrt auf der Gebirgsstraße von Digne nach Nizza ums Leben, als er von einer Steinlawine erfasst wurde.[25]
- Am 23. Januar 1970, bei der Herren-Abfahrt in Megève, zog sich der französische Nachwuchsläufer Michel Bozon bei einem Sturz derart schwere Verletzungen zu, dass er kurze Zeit danach im Krankenhaus starb.[26] (Auch Werner Grissmann kam in diesem Rennen schwer zu Sturz und erlitt einen Beckenbruch.) Nach Saisonende schied Herbert Huber am 15. Juli 1970 aus dem Leben.

### Weltcup-Entscheidungen
Es zählten wie in den Jahren davor je Disziplin nur die drei besten Resultate, es konnten daher je Disziplin maximal 75 Punkte erzielt werden, und das theoretische Punktemaximum für die Gesamtwertung betrug 225. Gleich drei Disziplinenwertungen (Abfahrt und Slalom Herren sowie Riesenslalom Damen) wurden punktgleich entschieden.
Herren:

Der Gesamtweltcup war diesmal hart umkämpft. Karl Schranz hätte den Weltcup noch um einige Wochen früher für sich entscheiden können: Er führte nach den Rennen in Jackson Hole (22. Februar), bei denen er mit Rang 7 im Slalom seinen Gesamtstand zwar nicht übermäßig, aber auch nicht unwichtig mit vier zusätzlichen Punkten aufstocken konnte, mit 146 Punkten vor Patrick Russel und Gustav Thöni (je 140). Doch war er nach dem ersten Lauf sogar Dritter gewesen, und selbst wenn er Vierter geworden wäre, hätte ihn dies bereits uneinholbar gemacht. In Heavenly Valley ergab sich beinahe dasselbe Bild: Bleiner führte vor Schranz, Russel und Penz – dieser Zwischenstand hätte genügt.
- Vor den beiden letzten Rennen in Voss führte Schranz mit 148 Punkten (diese zwei weiteren Punkte rührten von Rang 6 im Slalom in Heavenly Valley her) vor Russel mit 145 Punkten und Thöni mit 140 Punkten. Schranz konnte noch in beiden verbleibenden Rennen punkten, Russel hätte noch maximal 5 Punkte dazugewinnen können (durch einen Sieg im Riesenslalom), und Thöni ebenfalls nur mehr 5 Punkte durch einen Sieg im Slalom, da er in dieser Disziplin bis dahin einen Sieg und zwei zweite Plätze hatte. Thöni war also zu diesem Zeitpunkt bereits ohne Chance auf den Gesamtsieg und hätte bestenfalls mit Russel gleichziehen können. Im Riesenslalom wurde Schranz Dritter und Russel Vierter, keiner von beiden konnte damit sein Punktekonto erhöhen. Somit war Schranz am 13. März Weltcupsieger mit nur drei Punkten Vorsprung.[29] Russels Sieg im abschließenden Slalom war sein vierter Slalomsieg der Saison und damit ein Streichresultat.
- Karl Schranz profitierte davon, dass der von ihm gewonnene Weltmeisterschafts-Riesenslalom zum Weltcup zählte, denn er hätte ansonsten um zehn Punkte weniger erreicht.

Damen:
Nach den Rennen in Jackson Hole führte Michèle Jacot mit 170 vor Macchi (145) – und Jacot war letztendlich die erste Französin, die den Gesamtweltcup gewann; danach gelang es – trotz vor allem mehrmals mannschaftlich starker Leistungen – bislang (Datum nach der Saison 2022/23) keiner Läuferin des französischen Skiverbandes mehr, einen Gesamtsieg zu erringen. Jacot’s Resultate bei den Weltmeisterschaften hatten keinen Einfluss auf ihren Gesamtsieg.

### Verletzungen
Von einer «Verletzung unbestimmten Grades» war Frankreichs Isabelle Mir in einer Abfahrt in Alpe d’Huez betroffen. Sie wurde zur Beobachtung in ein Krankenhaus gebracht.

### Rücktritte
Dumeng Giovanoli, Kombinationsweltmeister Bill Kidd und dessen Teamgefährte Jimmy Heuga sowie Gerhard Nenning bzw. Weltmeisterin Annerösli Zryd, weiters Giustina Demetz und Heidi Zimmermann beendeten ihre Karriere. Mit erst 18 und 20 Jahren verabschiedeten sich auch Judy Nagel und Kiki Cutter vom alpinen Skiweltcup. Nur 21 Jahre alt war Marie-France Jean-Georges, die ebenfalls zurücktrat.

## Rennen außerhalb des Weltcups
- In Australien gab es bei den internationalen Skimeisterschaften in Falls Creek (Victoria) am 6. August Riesenslaloms mit Siegen von Michel Bozon vor Alain Penz und Franz Digruber bzw. Gertrud Gabl vor Rosie Fortna und Penny McCoy;[31][32] am 8. August siegten im Slalom Andreas Sprecher vor Henri Duvillard und Rich Chaffee bzw. Florence Steurer vor Gertrud Gabl und Karen Korfanta (USA).[33][34]
- In den Slaloms in Thredbo (Australien) am 12. und 13. August 1969 gab es Siege für Henri Duvillard vor Gustav Thöni und Jakob Tischhauser bzw. Gertrud Gabl vor Penny McCoy und der wieder genesenen Annie Famose.[35] Tischhauser (vor Jean-Pierre Augert und Penz) bzw. Gabl (vor Steurer und McCoy) gewannen auch den Riesenslalom und damit den «Thredbo-Cup».[36][37]
- Die Hahnenkamm-Kombination wurde von Russel vor Thöni und Giovanoli gewonnen.[38]
- Die Kombination der Silberkrug-Rennen in Badgastein ging an Ingrid Lafforgue vor Françoise Macchi und Betsy Clifford.[39]
- Bei den am 5. März in Gstaad mit dem Damenriesenslalom gestarteten 42. Alpinen SSV-Meisterschaften siegte Michèle Rubli; auch die Herren begannen am selben Tag mit dem Riesenslalom, allerdings nur mit dem ersten Lauf. Jakob Tischhauser vor Dumeng Giovanoli und Walter Tresch lagen voran, im Endklassement änderte sich Rang 3, den sich Heini Hemmi holte. Beide Abfahrtsläufe gingen am 7. März in Szene, wobei erneut Rubli (vor Monique Vaudroz und Edith Sprecher) bzw. Bernhard Russi vor Jean-Daniel Dätwyler und Andreas Sprecher erfolgreich waren. Die Slaloms, bei schwierigen Verhältnissen am 8. März, brachten Erfolge für Hedi Schillig vor Vreni Inäbnit und Françine Moret bzw. Edmund Bruggmann vor Giovanoli und Tresch, die Kombinationen solche von Rubli vor Sprecher und Inäbni bzw. Giovanoli vor Russi und Tresch.[40][41]
- Die deutschen Titel in Bolsterlang gingen großteils an Rosi Mittermaier (Riesenslalom, Slalom, Kombination) und Christian Neureuther (Riesenslalom, Kombination). Die Abfahrten wurden von Alfred Hagn vor Willy Lesch und Schalber bzw. Margret Hafen vor Mittermaier und Rosi Speiser gewonnen. Der Herrenslalom ging an Hansjörg Schlager vor Neureuther und Max Rieger. Die Platzierten im Herren-„Riesen“ und -Kombination waren Rieger und Schlager, jene beim Damen-„Riesen“ Christa Hintermaier und Martha Vogl; Hintermaier und Speiser belegten die Ehrenplätze im Slalom und in der Kombination.
- Der französische Verband richtete seine Meisterschaften in Briançonnais aus. Die Klassements lauteten: Abfahrt: Jean-Luc Pinel vor Henri Duvillard und Bernard Grosfilley bzw. Isabelle Mir vor Annie Famose und Michèle Jacot. Riesenslalom: Duvillard vor Jean-Noël Augert und Georges Mauduit bzw. Françoise Macchi vor Mir und Jacot. Slalom: J.N. Augert vor Fabrice Thomas und Pierre Poutell-Nobel. Kombititel an J.N. Augert bzw. Jacot.
- In San Martino di Castrozza fuhren die Italiener. Elena Matous, 14-jährig, holte sich Siege im Slalom, in der Abfahrt und Kombination, der Riesenslalom ging an Lidia Pelissier vor Maria Roberta Schranz und Evi Pitscheider. Bei den Herren wurde Gustav Thöni im Riesenslalom überraschend durch Sergio Filippe geschlagen, Rang 3 ging an Giuseppe Compagnoni. Abfahrtsmeister wurde Stefano Anzi vor Thöni und Gerhard Mussner.[42]
- Die Österreicher waren in Schladming tätig, wo die Damen mit dem Riesenslalom und Slalom am 4. und 5. März begannen. Im „Riesen“ wurde Annemarie Pröll mit 2,07 s Vorsprung Meisterin vor Julia Spettel und Bernadette Rauter, die Salzburgerin gewann auch den Slalom, und zwar vor Gertraud Gabl und Wiltrud Drexel. Die Herrenabfahrt am 6. März ging an Josef Loidl vor Rudolf Sailer und Franz Digruber. Am 7. März wurden die Damenentscheidungen mit Abfahrt und Kombination abgeschlossen. Dabei war Drexel vor Pröll und Rauter in der Abfahrt erfolgreich, der Kombinationstitel ging an Pröll vor Drexel und Gabl. Thomas Hauser wurde Meister im Riesenslalom vor Josef Loidl und David Zwilling. Herrenslalom (Sieg Harald Rofner vor Hubert Berchtold und Zwilling) sowie Kombination (Sieg Loidl vor Zwilling und Rofner) bildeten am 8. März den Abschluss.[43][44][45][46][47]